# Andrés Manuel del Río
Andrés Manuel del Río y Fernández (n. 10 noiembrie 1764, Madrid, Madrid⁠(d), Spania – d. 23 martie 1849, Ciudad de México, Mexic) a fost un om de știință, naturalist și inginer spaniolo-mexican care a descoperit compuși ai vanadiului în 1801. El a propus ca elementul să fie denumit panchromium, sau mai târziu eritroniu, dar descoperirea lui nu a fost creditată la acea dată, denumirile propuse nu au fost utilizate.

## Legături externe
- es  La importancia química del vanadio și Don del Rio
- es  Historia de la mineralogie en México y síntesis biográfica ( Arhivat 2009-10-25)
- es  Portada del Manual de Oricognosia
- es  Palacio de Mineria en Ciudad de México
- es  Premio Nacional de Química Arhivat în 5 august 2020, la Wayback Machine.
- es  Andrés Manuel del Río. Biblioteca virtuală Polymath, Fundación Ignacio Larramendi